# Karpophor

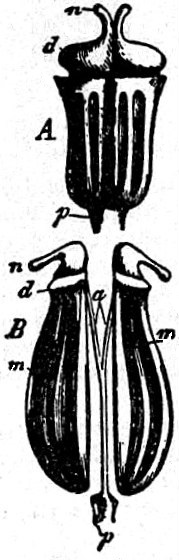
Karpophor bei der Spaltfrucht des Kümmels

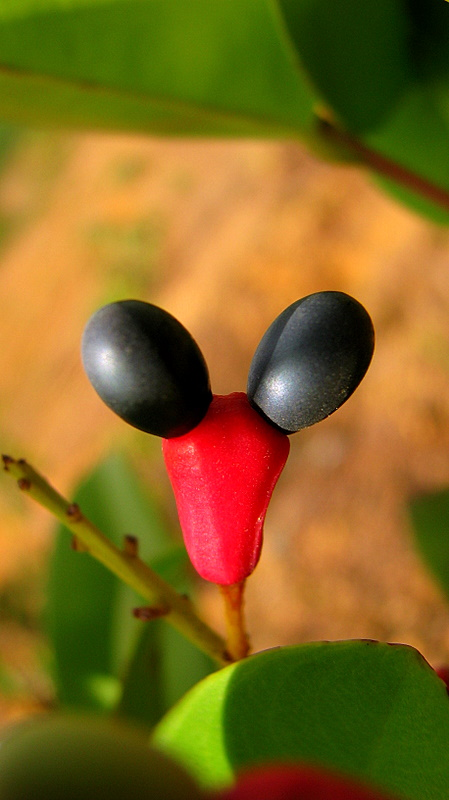
Seltenes, fleischiges und auffällig gefärbtes Karpophor bei einer Ouratea-Art aus Brasilien

Als den Karpophor (altgriechisch φέρω, φορέω ‚ich trage‘, und καρπός ‚Frucht‘, daher καρποφόρος karpophóros, deutsch ‚fruchttragend‘) oder das Karpopodium (aus καρπός ‚Frucht‘, πούς ‚Fuß‘, πόδιον ‚Füßchen‘), den Fruchthalter oder Fruchtträger bezeichnet man in der Botanik einen Stiel oder eine Verlängerung zwischen dem Blütenboden und dem Stempel, so dass der Fruchtknoten oder die Frucht länger als nur mit dem Blütenstiel gestielt ist. Die Grenze zwischen dem Blütenstiel und der Verlängerung ist der Ansatzpunkt des Perianths. Er wird meistens als der Träger der Teilfrüchte (Merikarp) einer Spaltfrucht (Schizokarp) verstanden.
Auch gibt es die Gattung Carpopodium, mit wenigen Arten, in der Familie der Kreuzblütler.

## Entstehung
Er wird überwiegend aus dem Fruchtblatt und/oder dem Blütenboden gebildet und wird oft mit dem Gynophor und anderen stielartigen Verlängerungen des Fruchtknotens oder Blütenbodens gleichgesetzt, die vom Blütenboden stammen. Er ist davon aber abzugrenzen, obwohl eine Unterscheidung manchmal sehr schwierig ist.
Bei der Fruchtreife entsteht der Karpophor meistens aus dem starken Sklerenchymstrang, der sich in der Mittelachse zwischen den Fruchtblättern befindet, oder andersartig aus dem Stempel- und/oder Blütenboden, z. B. durch interkalare Meristeme.
Je nach Art ist er mehr oder weniger stark ausgebildet. Bei manchen ist er fast gar nicht vorhanden.

Gynophor
Androgynophor
Anthophor
Androphor
Ein gestielter Fruchtknoten (Karpophor und Stempelfuß)

Bei den Korbblütlern bezeichnet das Karpopodium die basale Abrisszone, den Ankerpunkt der Frucht (Achäne). Es ist hier eine verschieden ausgeformte, mehr oder weniger harte „Struktur“ (Kallus, Podocarp) unterhalb des Fruchtknotens. Diese Struktur ist aber als andersartig anzusehen.

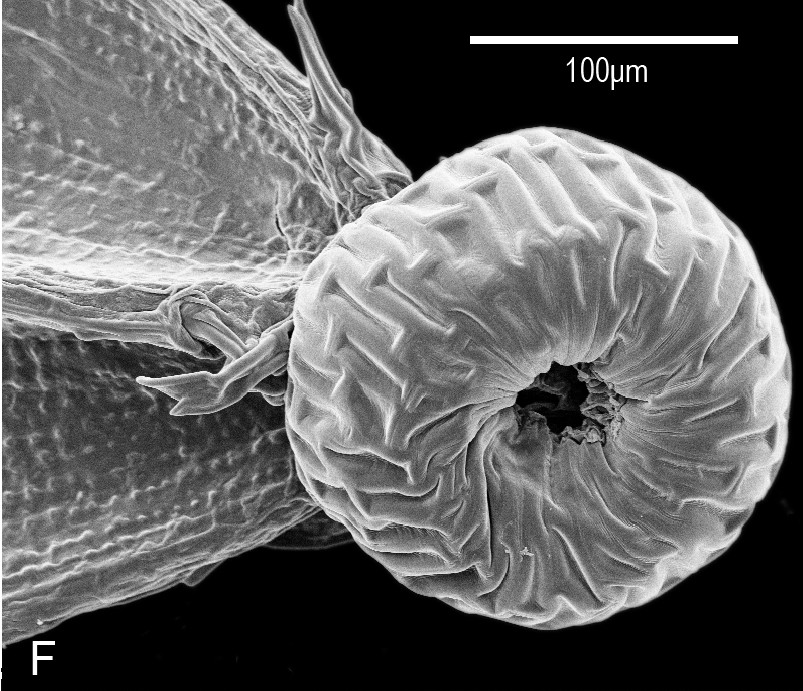
Achäne von Zyzyura mayana mit scheibenförmigem Karpopodium

## Vorkommen
Besonders oft wird die Rolle der Fruchthalter bei Doldenblütlern (Apiaceae) erwähnt. Hier tritt der Karpophor als zweischenkliger Träger auf, an dem die Frucht nach ihrem Zerfall in zwei einzelne Früchte längere Zeit hängen bleibt. Bei der Sterndolde allerdings ist er nicht mehr vorhanden. Allerdings kommt er auch bei einigen anderen Pflanzenfamilien in dieser Form vor. Bei Nelken ist er gerade noch vorhanden. Bei Ricinus communis sind drei Teilfrüchte vorhanden, bei den Geranien bildet er eine lange Säule im „Schnabel“, an dem die Griffel angeheftet sind und unten die Fruchtknoten der Spaltfrucht sitzen. Speziell ist er bei der Erdnuss, der Erdbohne oder der Bambara-Erdnuss (Erderbse): Hier schiebt er die Hülsenfrüchte in den Boden, wo sie dann reifen.

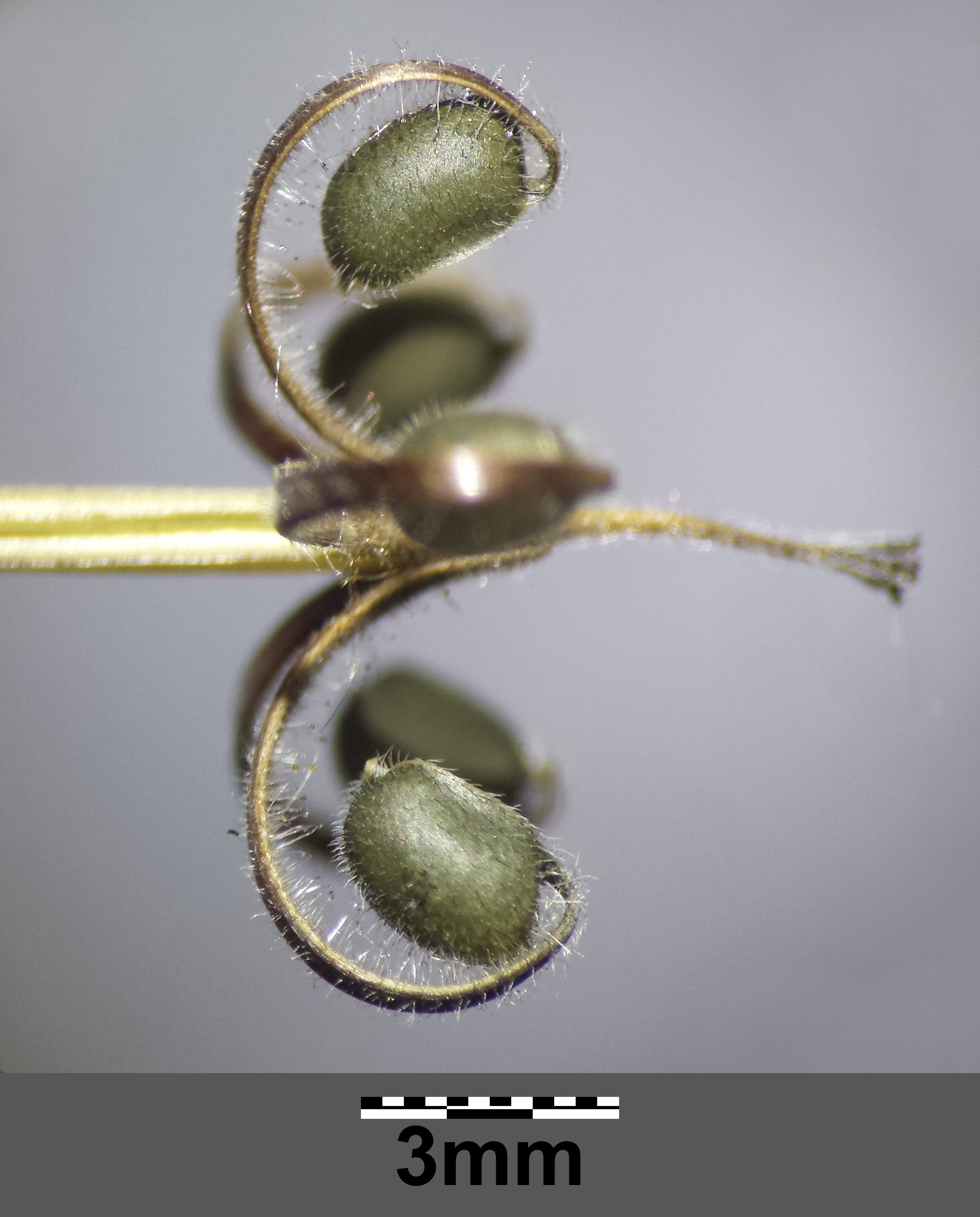
Geranium rotundifolium mit Karpophor und abgeplatzten Teilfrüchten an den aufgebogenen Griffelteilen oder Grannen
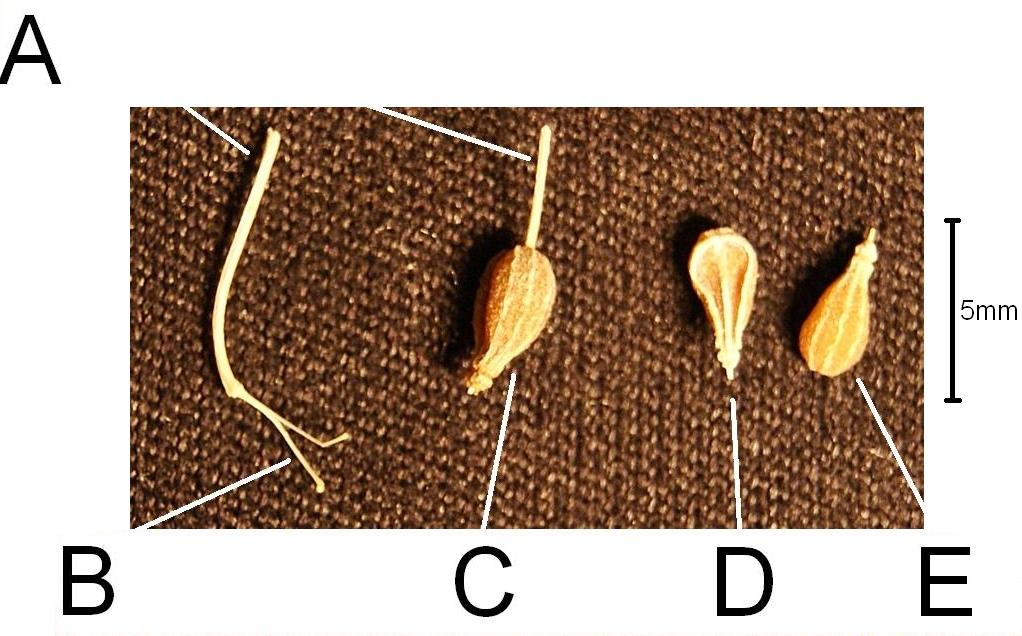
Zweiästiges Karpophor, der Fruchthalter der Doppelachänen, bei Pimpinella anisum
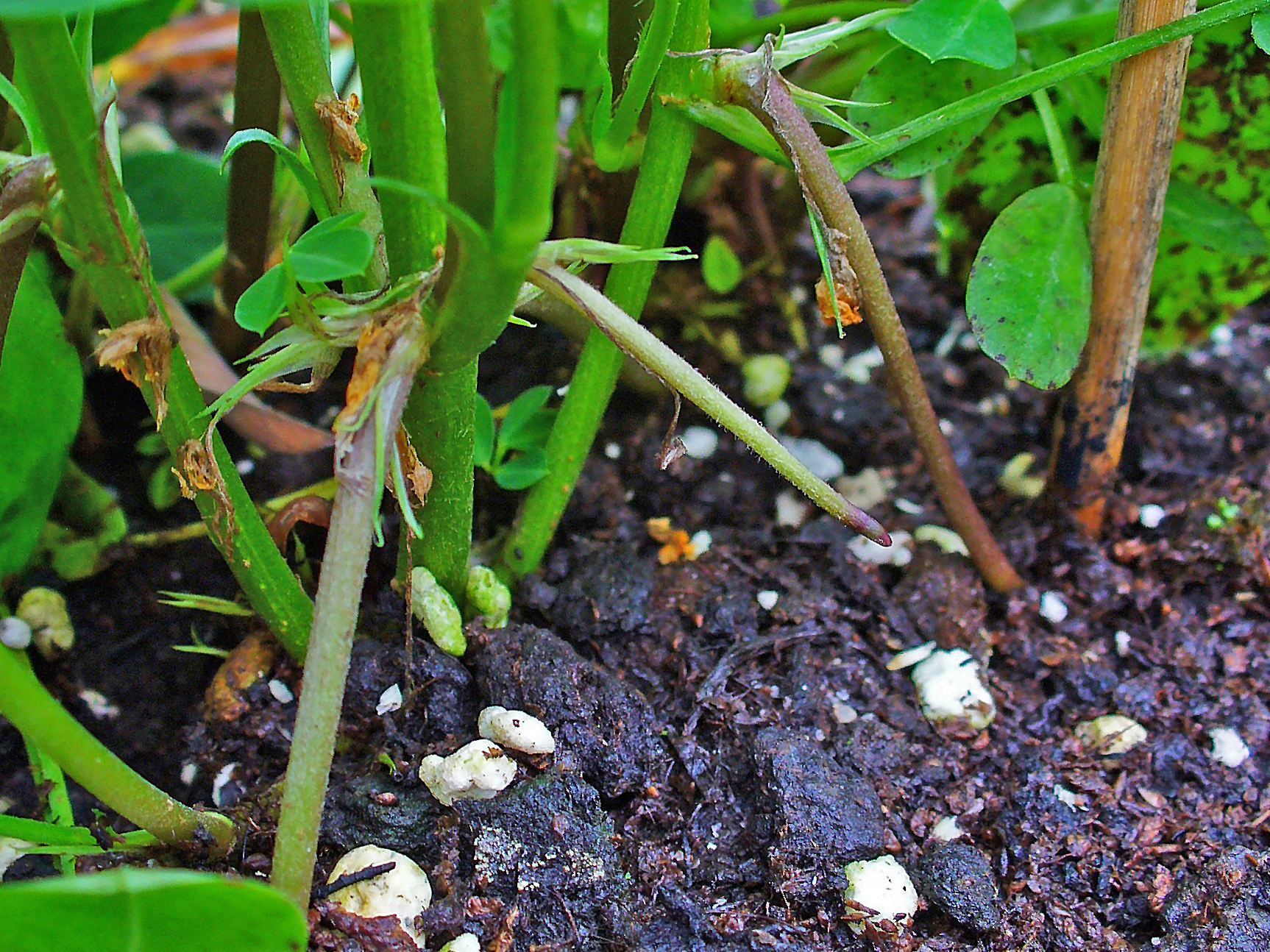
Karpophor der Erdnuss mit Fruchtknoten an der Spitze, bevor er sich in die Erde bohrt
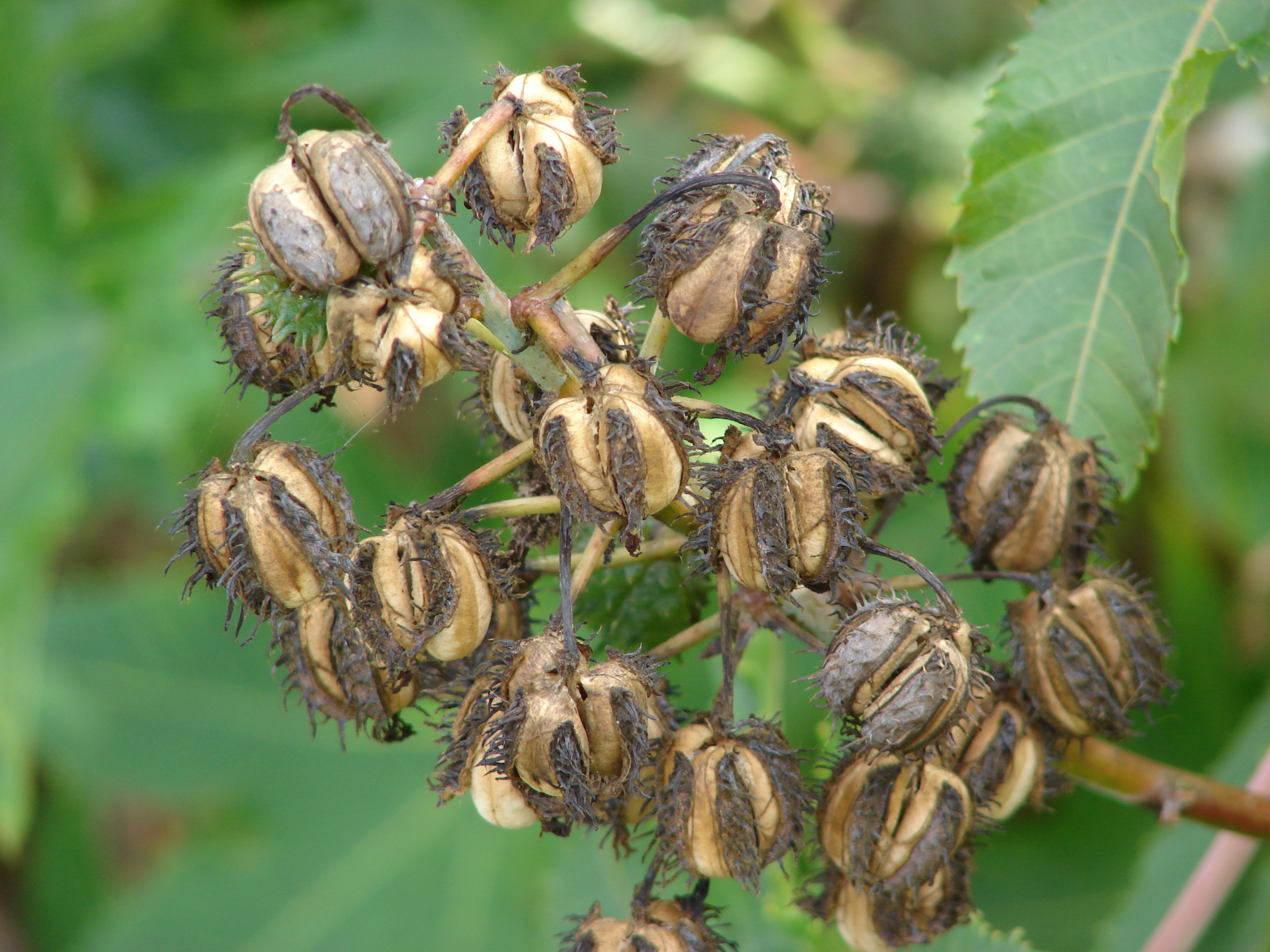
Früchte von Ricinus communis mit drei Teilfrüchten

## Pilze
Auch bei Pilzen spricht man von einem Karpophor. Er bezeichnet hier den ganzen Fruchtkörper (Stiel und Hut u. a.) (Mycocarp, Sporophor), also die oberirdischen Teile von Großpilzen.